# Inés Gebhard
Inés Gebhard Paulus (Santiago de Chile, 31 de octubre de 1913-Valdivia, 24 de mayo de 2007) fue una pianista y profesora universitaria chilena, una de las principales figuras del desarrollo artístico de la XIV Región de los Ríos, durante el siglo XX.

## Biografía
Alumna particular de Pedro Valencia Courbis, ingresó en 1928 al Conservatorio Nacional de Música. Fue discípula de Germán Decker, Fernando Waymann, Rosita Renard, Domingo Santa Cruz y Pedro Humberto Allende. Obtuvo su título de concertista en piano en 1934. Se presentó junto a su maestra Renard en varias ocasiones, interpretando en forma completa El clave bien temperado de Johann Sebastian Bach y las Sonatas para piano de Ludwig van Beethoven. 
Se radicó en Valdivia, y fue en esta ciudad que desarrolló su extensa y laureada trayectoria. En 1943 se integró a la Sociedad Amigos del Arte, institución que presidió por períodos prolongados, y desde donde lideró las actividades musicales de la ciudad. Gracias a su gran iniciativa, visitaron Valdivia muchos conjuntos de cámara y sinfónicos nacionales; incluso, participó activamente en la organización del Concurso Nacional de Piano que se realizó en 1952, con motivo de la conmemoración del cuarto centenario de esa urbe. Abrió su propia academia de música en 1945, cuyos alumnos rendían anualmente exámenes válidos ante comisiones enviadas por la Universidad de Chile. 
Se incorporó a la naciente Universidad Austral de Chile en 1954, y le cupo actuar como uno de los miembros fundadores. Fue directora fundadora del Conservatorio de esta casa de estudios desde 1955, y entre esta fecha y 1982 se desempeñó como profesora responsable de las asignaturas de piano regular elemental y funcional. En 1972 fue becada para realizar su perfeccionamiento profesional en la Hochschule für Musik de München, Alemania. Regresó a Chile al año siguiente, siendo nombrada Secretaria Docente de la Facultad de Bellas Artes. Entre 1975 y 1982, ejerció el cargo de directora del Departamento de Extensión Cultural de la Universidad Austral.